# Israel Shamir
Israel Adam Shamir, geboren als Joran Jermas, officiële naam in Zweden Adam Jermas, (Novosibirsk, 11 juni 1947) is een Zweeds/Israëlisch/Russisch publicist, journalist en essayist.

## Biografie
Shamir, kleinzoon van een orthodoxe rabbijn uit Siberië, emigreerde in 1969 vanuit de toenmalige Sovjet-Unie naar Israël. Hij diende een tijdlang als vrijwilliger in de Israëlische strijdkrachten. Omdat hij vond dat niet-Joden daar te veel werden gediscrimineerd, raakte hij teleurgesteld in Israël.
Tijdens de Eerste Intifada werkte Shamir voor de Israëlische krant Ha'aretz, maar werd ontslagen toen hij in een artikel pleitte voor een volledige terugkeer van de Palestijnse vluchtelingen naar hun dorpen in het voormalige Mandaatgebied Palestina. Van 1980 tot 1989 woonde Shamir in Israël, actief als freelance-journalist, en vervolgens verbleef hij van 1989 tot 1993 wederom in Rusland, vooraleer hij weer naar Israël ging.
Critici, onder wie ook tegenstanders van de staat Israël, zeggen journalist Shamir "ontmaskerd" te hebben als "een zuivere antisemiet" die niet eens in Israël gewerkt heeft. Zijn werken worden in België als belangrijke referenties gebruikt door Wim de Neuter.
Shamir is omstreden vanwege zijn contacten met zowel linkse als rechtse politici en organisaties. Hij heeft een scherpe pen en zijn artikelen neigen naar het antizionisme en volgens zijn critici ook antisemitisme. Zijn boek Flowers of Galilee uit 2004 werd in Frankrijk een tijdlang verboden vanwege beschuldigingen dat het aanzette tot rassenhaat en antisemitisme. Enkele artikelen van hem zijn in Nederland geïntroduceerd door de schrijfster en politica Anja Meulenbelt.
In 2003 bekeerde Shamir, die beweert orthodox-joods te zijn opgevoed maar later agnost is geworden, zich tot de Orthodoxe Kerk en werd lidmaat van het Grieks-orthodoxe patriarchaat van Jeruzalem, waartoe talrijke christelijke Palestijnen behoren.